# Plantin-Moretusprijs
De Plantin-Moretusprijs was een Vlaamse literatuurprijs.
De prijs werd toegekend aan boeken die zich onderscheiden door verzorgde vormgeving, illustratie, en grafisch-technische productie. Het was een initiatief van de Vereniging van Uitgevers van Nederlandstalige Boeken, nu bekend als de Vlaamse Uitgevers Vereniging (VUV) en het Plantin Genootschap.
Elk jaar werden boeken in verschillende categorieën, waaronder kinder- en jeugdboeken, kunstboeken en educatieve en wetenschappelijke uitgaven, door een jury uitgekozen en bekroond. In de categorie Het Beste Boekomslag werd door het publiek uit tien omslagen gekozen via een online stempagina.
Vanaf 2010 wordt deze prijs uitgereikt onder een andere naam: De Best Vormgegeven Boeken.